# Svazenka vratičolistá
Svazenka vratičolistá (Phacelia tanacetifolia) je nenáročná, jednoletá, středně vysoká, modrofialově kvetoucí bylina, druh ze širokého rodu svazenka. V české přírodě příležitostně vyrůstá několik druhů svazenek, tento neofyt zjištěný již v roce 1891 je nejběžnějším. Záměrně se vysévá buď na pole jako pícnina, nebo jako okrasná rostlina do zahrad.

## Rozšíření
Tato příjemně vonící rostlina pochází ze Severní Ameriky, ze států Nové Mexiko, Oklahoma a Texas ve Spojených státech amerických a ze severních oblastí Mexika (Aguascalientes, Chihuahua, Coahuila, Durango, Nuevo León, Sonora, Tamaulipas a Zacatecas). Se začátkem kolonizace Ameriky byla dovezena do Evropy jako nenáročná, ozdobná rostlina, kde se postupně úmyslně a v teplých oblastech i samovolně rozšiřovala. Byla zavlečena i do Austrálie a na Nový Zéland.

## Ekologie
Rostlina nejlépe roste na půdách lehkých, propustných, hlinitopísčitých s dostatkem humusu a vápníku. Nesnáší půdy trvale zamokřené nebo kyselé, optimální pH je 6,5 až 7,2. Pro dobré kvetení požaduje teplé stanoviště a plné oslunění, dobře snáší letní sucho.
Jednoletá rostlina, která po dozrání semen usychá. Na jaře se vysévá po jarních mrazících a vyznačuje se rychlým růstem i včasným kvetením. Po vyklíčení ze semene rychle narůstá, kvést začíná již za 55 až 60 dnů po vysetí. Rozmnožuje se semeny, která po dozrání z rostliny opadají a obvykle ještě téhož roku vyklíčí. Ve Střední Evropě však semenáče většinou zimu nepřežijí a zmrznou, proto se ve volné přírodě rozšiřuje jen málo a nezaplevelují pole.

## Popis

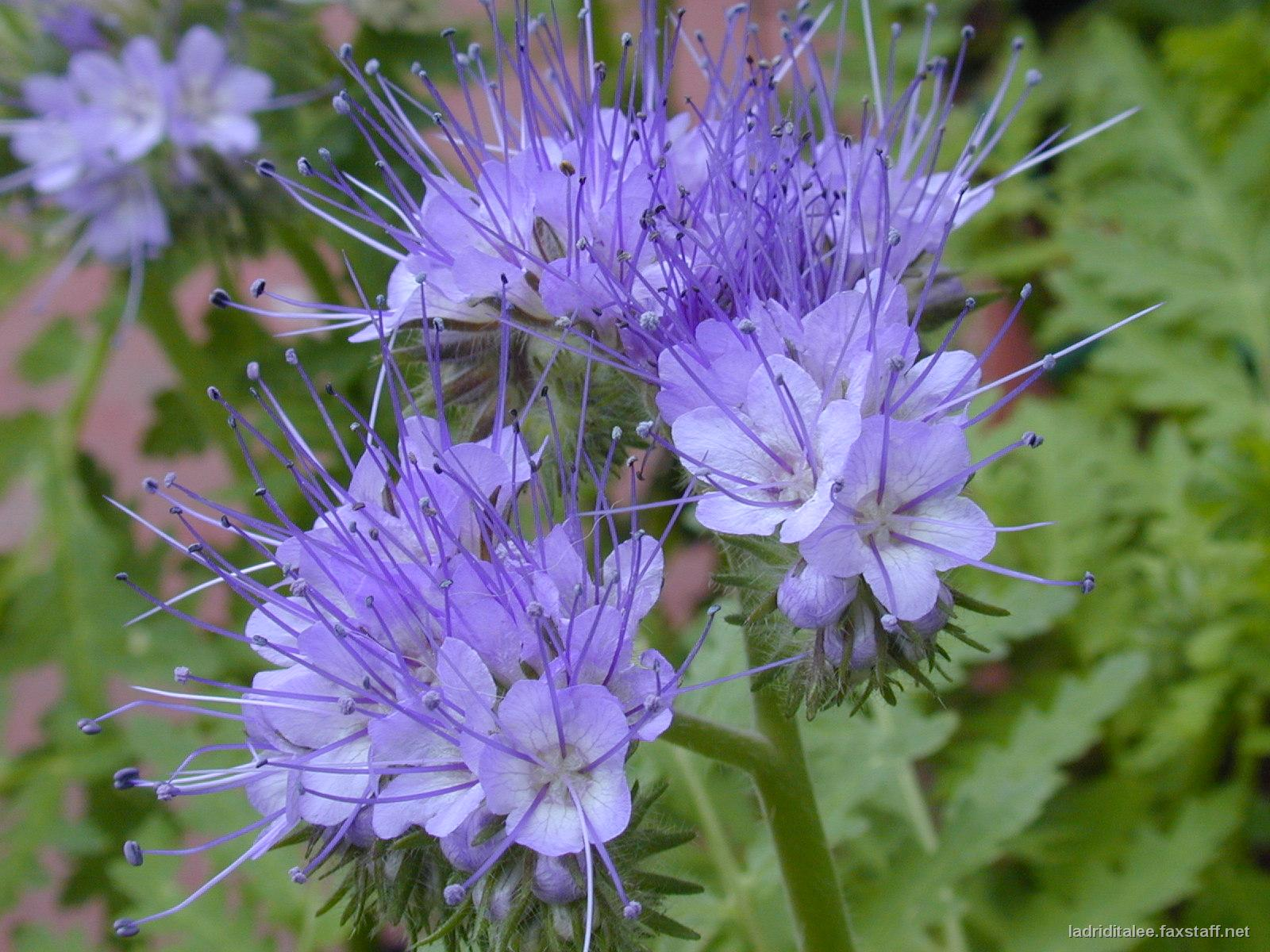
Květy

Křehká bylina s lodyhou přímou, nevětvenou nebo jen v horní části, která může vyrůst až do výše 80 cm, vespod bývá lysá a v horní části žláznatě chlupatá. Střídavé lodyžní listy jsou obvykle přisedlé nebo krátce řapíkaté, u báze poloobjímavé, v obryse podlouhlé nebo vejčité, jsou dlouhé 2 až 10 cm a široké 0,5 až 2 cm, dvojitě nepravidelně peřenosečné a oboustranně štětinovitě chlupaté.
Oboupohlavné, až 1 cm velké květy na krátkých stopkách vytvářejí čtyřiceti až sedmdesátičetné svinuté dvojité vijany. Kolovitá koruna je tvořena pěti vespod srostlými lístky světle modré, modrofialové, řídce i bílé barvy. Pětičetný, zelený, hluboce dělený kalich má chlupaté lístky stejně dlouhé jako koruna. V květu je pět z koruny vyčnívajících tyčinek s fialovými nitkami, které nesou purpurově červené prašníky s neobvyklým modrým pylem. Ze dvou plodolistů vytvořený semeník má na vrcholu rozdvojenou čnělku a okolo něj je nektárium. Květy na rostlině postupně vykvétají po dobu asi šesti týdnů, opylovány jsou hmyzem. Ploidie druhu je 2n = 22.
Plody jsou šedohnědé, hladké, dvoupouzdré, široce vejčité tobolky obsahující dvě až čtyři semena. Tobolky dlouhé 4 mm a široké 3 mm mají zřetelný pozůstatek po blizně, na bocích dvě žebra a jsou obaleny ve vytrvalém, chlupatém kalichu. Semena jsou šedá nebo hnědá, oválná, na hřbetě vypouklá a na břiše plochá, osemení mají vroubkovaná a jsou dlouhá asi 2,5 mm a široká 1,5 mm. Hmotnost tisíce semen je 2,5 gramů.

## Význam
Svazenka vratičolistá bývá pěstována jako pícnina, zelené hnojení, květina nebo jako medonosná rostlina. Její píce je pouze průměrná, při zavadání mírně hořkne a musí se sklízet ještě před květem, pak lodyhy dřevnatí. Tím ovšem rostlina ztrácí možnost současně posloužit i jako potrava včelám. Pro rychlý růst, křehké lodyhy, množství drobných lístků a husté, měkké kořeny je vhodná jako letní meziplodina na píci nebo na zelené hnojení, které potlačuje plevel a po kterém se zlepšuje kvalita půdy. Pro co nejrychlejší růst a tvorbu nadzemní i podzemní hmoty jsou v ČR doporučovány vyšlechtěné odrůdy 'Lisette', 'Větrovská', 'Protana', 'Promoce' a 'Meva'. Rostliny jsou citlivé na herbicidy.
Květy produkují velké množství nektaru, který obsahuje až 40 % cukrů a proto bývají rostliny někdy vysévány na pole nedaleko úlů a po odkvětu se zaorají. Pro nenáročnost, schopnost vzcházet i v suchých podmínkách, dlouhou dobu kvetení a přitažlivost pro včely i motýly bývá svazenka vratičolistá pěstována i na záhonech v okrasných zahradách, pro prodloužení doby kvetení se doporučuje vysévat semena v třítýdenních intervalech.

## Galerie

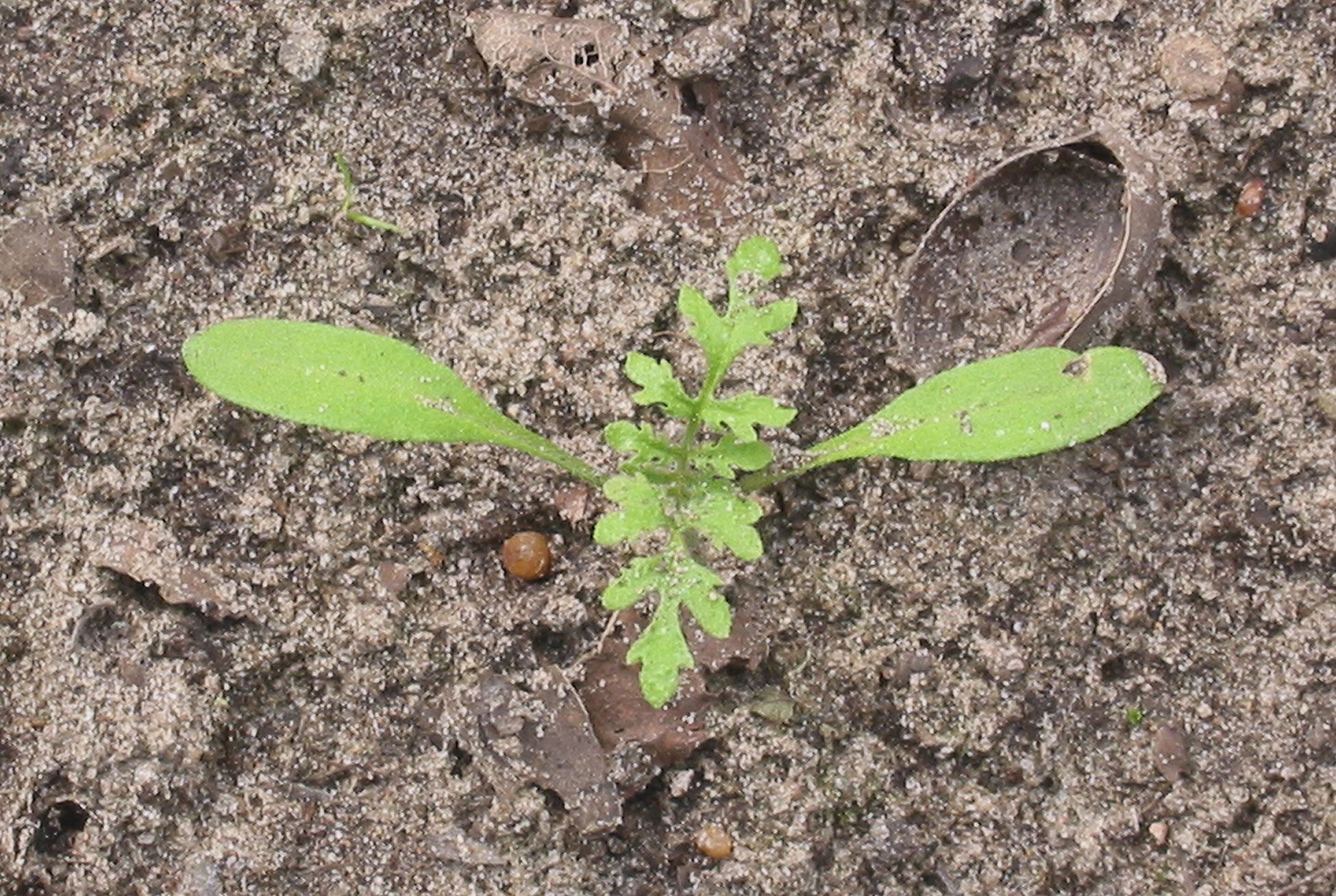
Rašící semenáč
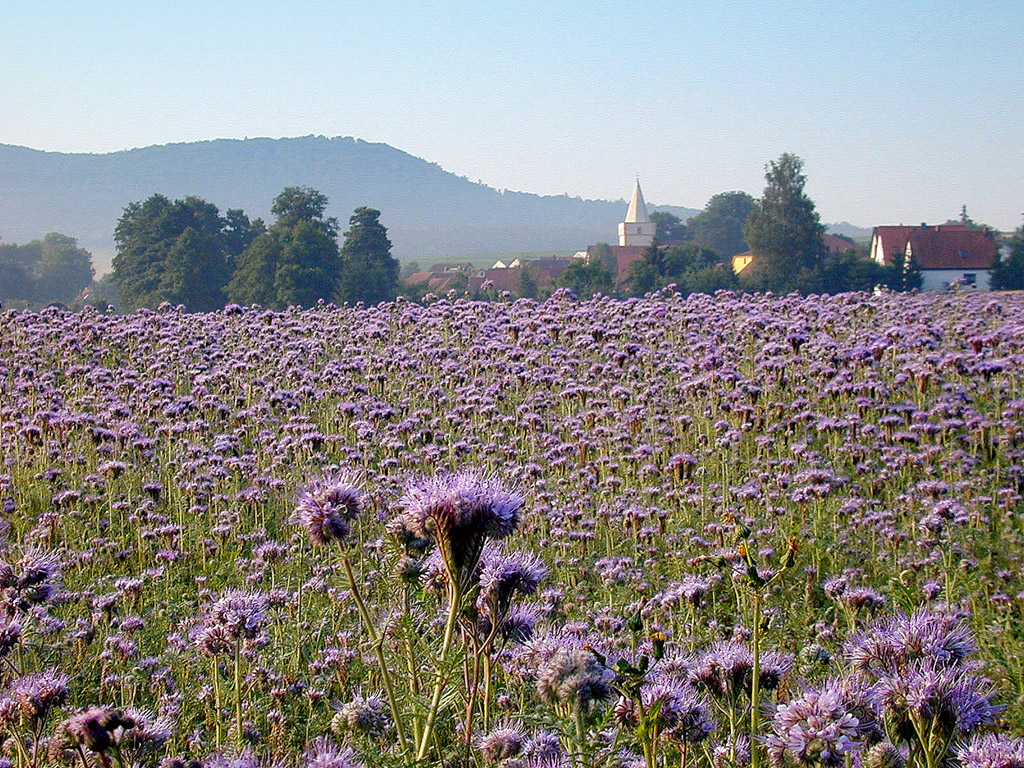
Pole se svazenkou vratičolistou
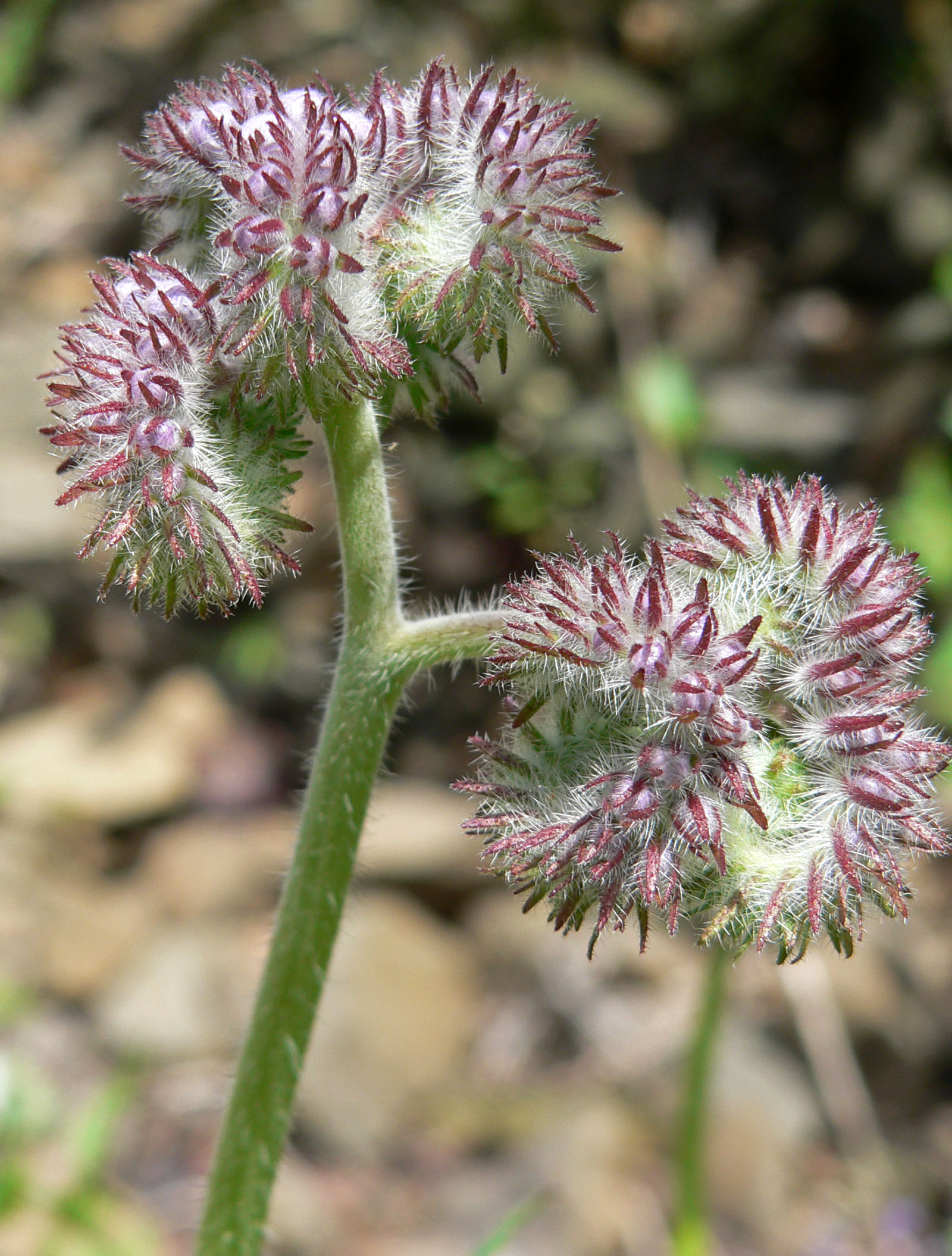
Květenství před rozkvětem